# Romein (lettertype)

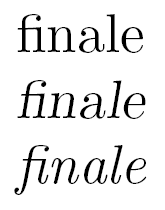
Romein, obliek en echte cursief

Met romein als lettertype kunnen twee verschillende zaken worden aangeduid. De naam is terug te leiden naar de stilistische oorsprong van deze lettersoort: de hoofdletters die gebruikt werden in het Romeinse Rijk.
- een van de grote lettertypefamilies die synoniem zijn met schreefletters en andere antiqua-lettertypes.
- de "normale" of rechtopstaande variant van een lettertype (niet-cursief).

## Romein (lettertypefamilie)
Populaire varianten zijn Bembo, Baskerville, Caslon, Bodoni, Times New Roman en Garamond.

## Romein (letterstijl)
Romein is de benaming voor een van de drie varianten die een lettertype kan hebben. De andere twee zijn obliek en cursief.